# Proshapalopus anomalus
Proshapalopus anomalus là một loài nhện trong họ Theraphosidae. Chúng được Cândido Firmino de Mello-Leitão miêu tả năm 1923.